# Mægtige maskiner
Mægtige maskiner - på hjul og larvefødder er tv-serie for små børn, der er instrueret af Henrik Selin Lorentzen bestående af 13 afsnit. Hvert afsnit, på 6 minutter stykket, omhandler de maskiner, der arbejder på byggepladser og på veje. Det drejer sig om: gravemaskine, giraflift, betonkanon, tårnkran, fræser, sorteringsmaskine, wiremaskine, lastbil, stribemaler, borerig, kædegraver, piloteringsmaskine og asfaltmaskine. Hvert afsnit består af rolige billeder, der tager børnene helt tæt på maskinerne, mens de arbejder, og en fortællerstemme, der forklarer, hvordan maskinerne fungerer. I hvert afsnit er der også en lille quiz og en sang om den enkelte maskine. Sangene er skrevet af Kristian Eidnes Andersen og Kristian Humaidan (kendt som UFO). Afsnittene bliver speaket af Morten Lorentzen.

## Afsnit
| Nr. | Maskine            | Handling |
| --- | ------------------ | --- |
| 1   | Tårnkran           | Her møder vi tårnkranen og hører om hønen, katten og de tunge læs, som tårnkranen kan løfte højt op på byggepladsen. |
| 2   | Borerig            | Her møder vi Boreriggen som borer sin lange spiral dybt ned i jorden. Når spiralen kommer op ad jorden igen, er den fyldt med mudder, og manden må rense den, så den bliver fin og klar igen.                                        |
| 3   | Asfaltmaskine      | Her møder vi asfaltmaskinen der først skal fyldes op med asfalt, før den kan vælte den rygende varme asfalt ud på den hullede vej. Bagefter kommer dens makker vejtromlen og tromler asfalten helt flad, så bilerne kan køre på den. |
| 4   | Kædegraver         | Her møder vi kædegraveren der med sine skarpe tænder graver lange render, som de blå rør kan lægges ned i. Bagefter kommer bulldozeren, og dækker renderne til, så jorden kan blive fin igen.                                        |
| 5   | Stribemalermaskine | Her møder vi stribemalermaskinen, der maler både stiplede striber og lige striber, så bilerne ved hvor de skal køre. Den har også en blinkende lystavle oppe på taget.                                                               |
| 6   | Betonkanone        | Her møder vi betonkanonen der drejer rundt og rundt for at holde betonen blød. Mændene holder godt øje med hvor de ligger betonen, for når den størkner kan den ikke flyttes.                                                        |
| 7   | Sorteringsmaskine  | Her møder vi sorteringsmaskinen der slet ikke behøves at styres, men kører af sig selv hele dagen, når manden først har startet den. Den fordeler de store sten, de små sten, grovgrusen og sandet i bunker for sig.                 |
| 8   | Fræser             | Her møder vi fræseren der skræller al den gamle asfalt af vejen og får hjælp af sin makker fejesugemaskinen, til at feje alle stumperne op.                                                                                          |
| 9   | Piloteringsmaskine | Her møder vi piloteringsmaskinen der stamper store pæle ned i jorden med sit hammerhovede. Manden bruger en målepind til at finde ud af præcis hvor pælene skal stå.                                                                 |
| 10  | Wiremaskine        | Her møder vi wiremaskinen der skovler sand og sten op ad vandet hele dagen lang og bevæger sig så langsomt, at en skildpadde kan gå ved siden af den.                                                                                |
| 11  | Gravemaskine       | Her møder vi gravemaskinen der kan løfte sin skovl så højt op i luften, som hvis man stillede to giraffer oven på hinanden. Den arbejder sammen med dumperen, der kan køre jorden væk, for det kan den ikke selv.                    |
| 12  | Lift               | Her møder vi liften som kan løfte én og nogle gange to mænd, helt op til toppen af bygningen. Manden skal sikkerhedsbælte på, ellers kan liften ikke køre.                                                                           |
| 13  | Lastbil            | Her møder vi lastbilen der kan dele sig i to for at bære de lange vindmølleben. Den er så lang, at den må have to hjælpebiler med sig.                                                                                               |